# 黎希杜
黎希杜（越南语：／；1868年—？年），越南阮朝官員。

## 生平
黎希杜是承天府香茶縣安寧總春和社（今屬承天順化省順化市香龍坊春和村）人，嗣德二十一年（1868年）出生。維新四年（1910年），他以上項學生秀才的身份應試，會試中格，庭試考中副榜。後任輔政府承辦。